# Condado de Rabun
O Condado de Rabun é um dos 159 condados do estado americano de Geórgia. A sede do condado é Clayton, e sua maior cidade é Clayton. O condado possui uma área de 370,13 milha quadradas (958,6 km2) de terra, uma população de 16 883 habitantes, e uma densidade populacional de 45,6 hab/milha² (17,6 hab/km²) segundo o Censo dos Estados Unidos de 2020. O condado foi fundado em 21 de dezembro de 1829.